# Boss CS-1 Compression Sustainer
Boss CS-1 Compression Sustainer är en effektpedal för gitarr, tillverkad av Roland Corporation under varumärket Boss mellan 1978 och 1982. Effektpedalen tillverkades i Japan.

## Historia
Boss CS-1 Compression Sustainer var då den släpptes 1978, den första kompressorpedalen i kompaktformat från Boss. Den bygger på liknande kretsar som i Roland AS-1.
Likt alla kompressionspedaler minskar ljudets utgång över ett inställt tröskelvärde i förhållande till insignalens styrka, vilket gör nivåer konsekventa och förbättrar sustain. I CS-1 görs detta med fotokopplare. De båda efterföljarna Boss CS-2 Compression Sustainer och Boss CS-3 Compression Sustainer använde sig av VCA (Voltage Controlled Amplifier) för att skapa samma effekt.